# Leonel Alves
Leonel Felipe Alves Alves (Andorra la Vella, 28 settembre 1993) è un ex calciatore andorrano, di ruolo centrocampista.

## Carriera

### Nazionale
Ha esordito con la nazionale andorrana nell'amichevole persa per 1-0 contro l'Indonesia il 26 marzo 2014.